# Ap bank
一般社団法人 ap bank（エーピー バンク）は、小林武史、櫻井和寿 （Mr.Children）、坂本龍一の3人が拠出した資金を環境保護や自然エネルギー促進事業、省エネルギーなど様々な環境保全のためのプロジェクトを提案・検討している個人や団体へ低金利で融資する非営利団体。登記上は一般社団法人APバンク。「ap」の意味は、「Artists' Power」及び「Alternative Power」である。

## 概要
小林武史と櫻井和寿が2002年から環境問題に精通する有識者を集めて行われた勉強会に何度も参加し、その講師で未来バンク理事長も務める田中優の助力もあり、2003年に非営利の融資機関であるap bankが発足。2004年5月1日からインターネット上で年2回に分けて融資先を募集しており、多くの融資実績を持っている。資金は主にBank Bandによる音楽活動の収益によるものであり、その用途は融資だけにとどまらず、環境と食べ物の関係を見直すプロジェクト「kurkku」や環境に関する勉強会「ap bank dialogue」にも使われている。正式には銀行ではなく貸金業者である。

## ap bank fes

### ap bank fes '05
2005年7月16日 - 18日にかけて静岡県掛川市のつま恋多目的広場で開催された野外フェスティバル。環境問題がテーマであり太陽光発電やバイオマスなどの自然エネルギーで全ての電力を発電し、自然食品やエコロジー雑貨の売店が出展した。収益はすべてap bankの活動資金に回されNGOなどに融資された。Bank Bandがホスト役を務め、ゲストボーカリストとして各アーティストを迎え入れてライブが行われた。選曲と楽曲アレンジを全てBank Bandが手がけ、21年ぶりの野外フェスティバル出演となった浜田省吾を含めてap bankに賛同するアーティストが多数出演し、3日間で約6万人の観客の前でパフォーマンスを行った。ライブの模様はDVD『ap bank fes '05』に収録されている。
- 出演アーティスト
  - 3日間出演
    - Bank Band
      - 櫻井和寿（Vocal & Guitar）
      - 小林武史（Keyboards）
      - 亀田誠治（Bass）
      - 山木秀夫（Drums）
      - 小倉博和（Guitar）
      - 山本拓夫（Saxophone）
      - 四家卯大（Cello）

    - Mr.Children
    - GAKU-MC
    - Salyu
    - 一青窈

  - 7月16日
    - 井上陽水
    - Every Little Thing
    - トータス松本

  - 7月17日
    - 佐野元春（シークレットゲスト）
    - スガシカオ
    - 中島美嘉
    - ポルノグラフィティ

  - 7月18日
    - スキマスイッチ
    - CHARA
    - 浜田省吾

### ap bank fes '06
2006年7月15日 - 17日にかけて同所で開催された。当初は忌野清志郎も出演予定だったが、病気のために急遽出演中止となり、予定されていた楽曲は櫻井が代わりにリードボーカルを取る形で披露された。桑田佳祐と櫻井による1995年の楽曲「奇跡の地球」（桑田佳祐 & Mr.Children名義）も披露された。Bank Bandの演奏にアーティストを迎える従来のステージに加え、この年からゲストのバンドが自ら演奏する「Band Act」が設定され、Mr.Childrenを含め4組のバンドが出演した。Mr.Childrenのステージでは、当時未発表の新曲「彩り」が披露された。ライブ模様のはDVD『ap bank fes '06』に収録されている（「彩り」はMr.Childrenのアルバム『HOME』の初回限定盤付属のDVDに収録）。
- 出演アーティスト
  - 3日間出演
    - Bank Band
    - Bank Band
      - 小林武史（Keyboards）
      - 櫻井和寿（Vocal & Guitar）
      - 小倉博和（Guitar）
      - 亀田誠治（Bass）
      - 山木秀夫 (Drums)
      - 山本拓夫（Saxophone）
      - 西村浩二（Trumpet）
      - 藤井珠緒（Percussion）
      - 四家卯大（Cello)
      - 沖祥子（Violin）
      - 田島朗子（Violin）
      - 菊地幹代（Viola）
      - 登坂亮太（Chorus）
      - イシイモモコ（Chorus）

    - Mr.Children（Band Act）
    - GAKU-MC
    - Salyu
    - 一青窈

  - 7月15日
    - 忌野清志郎
    - コブクロ
    - BoA
    - ポルノグラフィティ
    - レミオロメン（Band Act）

  - 7月16日
    - ASKA
    - 小田和正
    - スキマスイッチ
    - BENNIE K
    - HY（Band Act）

  - 7月17日
    - 今井美樹
    - KREVA
    - 桑田佳祐
    - BONNIE PINK
    - くるり（Band Act）

### ap bank fes '07
2007年7月14日 - 16日にかけて3日間同所で開催される予定だったが、14・15日の公演が台風4号の接近で開催中止となった。最終日である16日の公演は出演アーティストやタイムテーブルを大幅に変更して開催され、14・15日に出演予定だったアーティストの一部は16日に出演した。この年から「Feature Artists」が設定された。ライブの模様はDVD『ap bank fes '07』に収録されている。
- 出演アーティスト
  - 3日間出演
    - Bank Band
      - 小林武史（Keyboards）
      - 櫻井和寿（Vocal & Guitar）
      - 小倉博和（Guitar）
      - 亀田誠治（Bass）
      - 河村 "カースケ" 智康（Drums）
      - 山本拓夫（Saxophone）
      - 西村浩二（Trumpet）
      - 藤井珠緒（Percussion）
      - 四家卯大（Cello)
      - 沖祥子（Violin）
      - 田島朗子（Violin）
      - 菊地幹代（Viola）
      - 登坂亮太（Chorus）
      - イシイモモコ（Chorus）

    - Mr.Children（Band Act）
    - GAKU-MC
    - 絢香

  - 7月14日（中止）
    - CHAGE and ASKA（シークレットゲスト）
    - 小田和正
    - KAN
    - HOME MADE 家族
    - BONNIE PINK
    - レミオロメン（Band Act）
    - 風味堂（Feature Artists）
    - ヨースケ@HOME（Feature Artists）

  - 7月15日（中止）
    - 大貫妙子
    - 倖田來未
    - スキマスイッチ
    - 平原綾香（シークレットゲスト）
    - RIP SLYME
    - the pillows（Band Act）
    - Caravan（Feature Artists）
    - WISE（Feature Artists）

  - 7月16日
    - AI
    - 大貫妙子
    - 加藤登紀子
    - KAN
    - KREVA
    - コブクロ
    - 氷室京介（シークレットゲスト）
    - 藤巻亮太（レミオロメン）
    - HOME MADE 家族
    - ウルフルズ（Band Act）
    - DEPAPEPE（Feature Artists）
    - 東田トモヒロ（Feature Artists）

### ap bank fes '08
2008年7月19日 - 21日にかけて同所で開催された。2006年同様、当初は忌野清志郎も出演予定だったが、病気のために急遽出演中止となり、予定されていた楽曲は櫻井が代わりにリードボーカルを取る形で披露された。Mr.Childrenのステージでは、当時未発売の新曲「HANABI」、「少年」、「GIFT」が披露された。ライブの模様はDVD『ap bank fes '08』に収録されている。
- 出演アーティスト
  - 3日間出演
    - Bank Band
      - 小林武史（Keyboards）
      - 櫻井和寿（Vocal & Guitar）
      - 小倉博和（Guitar）
      - 亀田誠治（Bass）
      - 山木秀夫（Drums）
      - 山本拓夫（Saxophone）
      - 西村浩二（Trumpet）
      - 藤井珠緒（Percussion）
      - 四家卯大（Cello)
      - 沖祥子（Violin）
      - 田島朗子（Violin）
      - 菊地幹代（Viola）
      - 登坂亮太（Chorus）
      - イシイモモコ（Chorus）

    - Mr.Children（Band Act）
    - GAKU-MC

  - 7月19日
    - AI
    - ASKA
    - 大橋卓弥（from スキマスイッチ）
    - 鬼束ちひろ
    - 常田真太郎（from スキマスイッチ、シークレットゲスト）
    - 一青窈
    - BONNIE PINK
    - ゆず
    - レミオロメン（Band Act）
    - Caravan（Feature Artists）

  - 7月20日
    - 大塚愛
    - 小田和正
    - KAN
    - Salyu
    - 中村中
    - 広瀬香美
    - RIP SLYME
    - the pillows（Band Act）
    - WISE（Feature Artists）

  - 7月21日
    - 絢香
    - 忌野清志郎
    - KREVA
    - コブクロ
    - 平原綾香
    - 布袋寅泰（シークレットゲスト）
    - My Little Lover
    - GLAY（Band Act）
    - ヨースケ@HOME（Feature Artists）

### ap bank fes '09
2009年7月18日 - 20日にかけて同所で開催された。この年は「Band Act」と「Feature Artists」が設定されなかった。ライブの模様はDVD『ap bank fes '09』に収録されている。
- 出演アーティスト
  - 3日間出演
    - Bank Band
      - 小林武史（Keyboards）
      - 櫻井和寿（Vocal & Guitar, Chorus）
      - 小倉博和（Guitar）
      - 亀田誠治（Bass）
      - 河村 "カースケ" 智康（Drums）
      - 山本拓夫（Saxophone & Flute）
      - 西村浩二（Trumpet）
      - 藤井珠緒（Percussion）
      - 四家卯大（Cello)
      - 沖祥子（Violin）
      - 田島朗子（Violin）
      - 菊地幹代（Viola）
      - 登坂亮太（Chorus）
      - イシイモモコ（Chorus）

    - Mr.Children
    - GAKU-MC

  - 7月18日
    - 大塚愛
    - 甲斐よしひろ
    - トータス松本
    - 中村中
    - 福原美穂
    - ポルノグラフィティ
    - My Little Lover

  - 7月19日
    - 石井竜也
    - 伊藤由奈
    - 今井美樹
    - KREVA
    - Salyu
    - スガシカオ

  - 7月20日
    - いきものがかり
    - キマグレン
    - 倖田來未
    - JUJU
    - 秦基博
    - 一青窈
    - 矢沢永吉（シークレットゲスト）

### ap bank fes '10
2010年7月17日 - 19日にかけて同所で開催された。昨年設定されなかった「Band Act」が復活し、その出演アーティストも増加した。また、例年メインステージが設置されていた場所にBank BandがGreat Artistsを迎えるA Stageと、Band Actがライブを行うB Stageの2つのステージが設置され、観客エリアのブロック指定もされなかった。Mr.Childrenのステージでは、ミリオンヒットのシングル曲でありながらライブでほとんど披露されていなかった「【es】 〜Theme of es〜」が演奏されている。
ライブの模様を収録したDVD『ap bank fes '10』は2011年7月6日に発売され、収益は全額震災復興支援プロジェクト「ap bank Fund for Japan」に寄付され、同年3月11日に発生した東日本大震災の復興支援に充てられる。
- 出演アーティスト
  - 3日間出演
    - Bank Band
      - 小林武史（Keyboards）
      - 櫻井和寿（Vocal & Guitar, Chorus）
      - 小倉博和（Guitar）
      - 亀田誠治（Bass）
      - 河村 "カースケ" 智康（Drums）
      - 山本拓夫（Saxophone & Flute）
      - 西村浩二（Trumpet）
      - 藤井珠緒（Percussion）
      - 四家卯大（Cello)
      - 沖祥子（Violin）
      - 田島朗子（Violin）
      - 菊地幹代（Viola）
      - 登坂亮太（Chorus）
      - イシイモモコ（Chorus）

    - Mr.Children（Band Act）

  - 7月17日
    - 阿部真央
    - Cocco
    - FUNKY MONKEY BABYS
    - 横山剣
    - 世界の終わり（Band Act）
    - MONGOL800（Band Act）
    - レミオロメン（Band Act）

  - 7月18日
    - KAN
    - Salyu
    - ムッシュかまやつ
    - GOING UNDER GROUND（Band Act）
    - フラワーカンパニーズ（Band Act）
    - 真心ブラザーズ（Band Act）
    - lego big morl（Band Act）

  - 7月19日
    - 久保田利伸
    - スキマスイッチ
    - PUFFY
    - RHYMESTER
    - エレファントカシマシ（Band Act）
    - Dragon Ash（Band Act）
    - THE BAWDIES（Band Act）

### ap bank fes '11 Fund for Japan
2011年7月16日 - 18日にかけて同所で開催された。同年3月11日に東日本大震災が発生したことを受け、今回のフェスによる収益金は「ap bank Fund for Japan」に寄付され、震災の復興支援に充てられる。ライブの模様はDVD『ap bank fes '11 Fund for Japan』に収録されている。
- 出演アーティスト
  - 3日間出演
    - Bank Band
      - 小林武史（Keyboards）
      - 櫻井和寿（Vocal & Guitar, Chorus）
      - 小倉博和（Guitar）
      - 亀田誠治（Bass）
      - 河村 "カースケ" 智康（Drums）
      - 山本拓夫（Saxophone & Flute）
      - 西村浩二（Trumpet）
      - 藤井珠緒（Percussion）
      - 四家卯大（Cello)
      - 沖祥子（Violin）
      - 田島朗子（Violin）
      - 菊地幹代（Viola）
      - 登坂亮太（Chorus）
      - イシイモモコ（Chorus）

    - Mr.Children（Band Act）

  - 7月16日
    - スガシカオ
    - 秦基博
    - 一青窈
    - 真心ブラザーズ
    - miwa
    - MINMI
    - レミオロメン（Band Act）

  - 7月17日
    - ASKA
    - Salyu
    - スキマスイッチ
    - トータス松本
    - ナオト・インティライミ
    - BONNIE PINK
    - JUN SKY WALKER(S)（Band Act）

  - 7月18日
    - 小田和正
    - 加藤登紀子
    - KAN
    - Cocco
    - Chara
    - My Little Lover
    - RHYMESTER
    - the pillows（Band Act）

### ap bank fes '12 Fund for Japan
これまでのつま恋（2012年7月14日 - 16日）に加え、兵庫県淡路市の国営明石海峡公園（阪神・淡路大震災の被災地、2012年8月4日 - 5日）、宮城県柴田郡川崎町の国営みちのく杜の湖畔公園（東日本大震災の被災地、2012年8月18日 - 19日）と、初めて3ヵ所で開催された。前年と同じく、同フェスの収益金は東日本大震災の復興支援に充てられる。ライブの模様はBlu-ray、DVD『ap bank fes '12 Fund for Japan』に収録されている。
- 出演アーティスト
  - 3日間出演
    - Bank Band
      - 小林武史（Keyboards）
      - 櫻井和寿（Vocal & Guitar, Chorus）
      - 小倉博和（Guitar）
      - 亀田誠治（Bass）
      - 河村 "カースケ" 智康（Drums）
      - 山本拓夫（Saxophone & Flute）
      - 西村浩二（Trumpet）
      - 藤井珠緒（Percussion）
      - 四家卯大（Cello)
      - 沖祥子（Violin）
      - 田島朗子（Violin）
      - 菊地幹代（Viola）
      - 登坂亮太（Chorus）
      - イシイモモコ（Chorus）

    - Mr.Children（Band Act）

  - 7月14日（つま恋公演）
    - Salyu
    - JASON MRAZ
    - スガシカオ
    - 平井堅
    - Spitz（Band Act）

  - 7月15日（つま恋公演）
    - 吉川晃司
    - ナオト・インティライミ
    - 持田香織（Every Little Thing）
    - 藤巻亮太（Band Act）
    - MONKEY MAJIK（Band Act）

  - 7月16日（つま恋公演）
    - Crystal Kay
    - ゴスペラーズ
    - JUJU
    - 小田和正（Band Act）
    - ストレイテナー（Band Act）

  - 8月4日（淡路島公演）
    - KAN
    - Salyu
    - 横山剣
    - GRAPEVINE（Band Act）
    - 曽我部恵一BAND（Band Act）

  - 8月5日（淡路島公演）
    - Def Tech
    - ナオト・インティライミ
    - RHYMESTER
    - TRICERATOPS（Band Act）
    - NICO Touches the Walls（Band Act）

  - 8月18日（みちのく公演）
    - 吉川晃司
    - スキマスイッチ
    - ナオト・インティライミ
    - ポルノグラフィティ
    - ACIDMAN（Band Act）
    - くるり（Band Act）

  - 8月19日（みちのく公演）
    - スガシカオ
    - Salyu
    - 藤巻亮太
    - andymori（Band Act）
    - 井上陽水（Band Act）

### Reborn-Art Festival × ap bank fes 2016
2017年にReborn-Art Festival 2017の開催に伴い、2016年7月29日に前夜祭、7月30・31日にReborn-Art Festival × ap bank fes 2016として、宮城県石巻市石巻港雲雀野埠頭をメイン会場にap bank fesが4年ぶりに開催された。このライブの模様は後日WOWOWにて放送された。
- 出演アーティスト
  - 3日間出演
    - Bank Band
      - 小林武史（Keyboards）
      - 櫻井和寿（Vocal & Guitar, Chorus）
      - 小倉博和（Guitar）
      - 亀田誠治（Bass）
      - 河村 "カースケ" 智康（Drums）
      - 山本拓夫（Saxophone & Flute）
      - 西村浩二（Trumpet）
      - 四家卯大（Cello）
      - 沖祥子（Violin）
      - イシイモモコ（Chorus）
      - 小田原ODY友洋（Chorus）

    - Salyu

  - 7月29日
    - ウカスカジー
    - 東田トモヒロ
    - 藤巻亮太
    - LEGO BIG MORL

  - 7月30日
    - ACIDMAN
    - 大森靖子（Reborn-Art SESSION）
    - GAKU-MC
    - 金子ノブアキ
    - クリープハイプ
    - 黒木渚
    - Cocco
    - ZAZEN BOYS
    - スガシカオ
    - SUGIZO
    - SPECIAL OTHERS
    - 名越由貴夫（Reborn-Art SESSION）
    - 七尾旅人
    - 藤巻亮太
    - Mr.Children
    - WANIMA

  - 7月31日
    - 赤い公園
    - APOGEE
    - あらかじめ決められた恋人たちへ
    - （仮）ALBATRUS
    - 安藤裕子
    - YEN TOWN BAND
    - OVERGROUND ACOUSTIC UNDERGROUND
    - GAKU-MC
    - 佐藤タイジ（Reborn-Art SESSION）
    - 佐藤千亜妃
    - SUGIZO
    - ストレイテナー
    - 津野米咲（Reborn-Art SESSION）
    - TOKU
    - ナオト・インティライミ
    - ハナレグミ
    - MISIA
    - Mr.Children

### MUSIC for ASO 2016 supported by ap bank
この年に発生した熊本地震の復興支援として、10月22日に熊本県阿蘇郡南阿蘇村にある熊本県野外劇場アスペクタで開催された野外ライブイベント。ap bank主催のイベントとしては初の九州での開催となる。
- 出演アーティスト
  - 10月22日
    - Bank Band
      - 小林武史（Keyboards）
      - 櫻井和寿（Vocal & Guitar, Chorus）
      - 小倉博和（Guitar）
      - 亀田誠治（Bass）
      - 河村 "カースケ" 智康（Drums）
      - 山本拓夫（Saxophone & Flute）
      - 西村浩二（Trumpet）
      - 四家卯大（Cello）
      - 沖祥子（Violin）
      - イシイモモコ（Chorus）
      - 小田原ODY友洋（Chorus）

    - MISIA
    - 藤巻亮太
    - 秦基博
    - Salyu
    - 東田トモヒロ
    - DJダイノジ

### Reborn-Art Festival 2017 × ap bank fes
2017年7月28日 - 30日にかけて、国営みちのく杜の湖畔公園で開催された。同会場では2012年以来5年ぶりの開催となる。ライブの模様は後日WOWOWにて放送された。
- 出演アーティスト
  - 3日間出演
    - Bank Band
      - 小林武史（Keyboards）
      - 櫻井和寿（Vocal & Guitar, Chorus）
      - 小倉博和（Guitar）
      - 亀田誠治（Bass）
      - 河村 "カースケ" 智康（Drums）
      - 山本拓夫（Saxophone & Flute）
      - 西村浩二（Trumpet）
      - 四家卯大（Cello）
      - 沖祥子（Violin）
      - イシイモモコ（Chorus）
      - 小田原ODY友洋（Chorus）

    - Mr.Children（Band Act）

  - 7月28日
    - エレファントカシマシ（Band Act）
    - Awesome City Club（Band Act）
    - KICK THE CAN CREW
    - 大森靖子
    - 水曜日のカンパネラ（Band Act）
    - スガシカオ
    - 秦基博
    - back number（Band Act）

  - 7月29日
    - ART-SCHOOL（Band Act）
    - ACIDMAN（Band Act）
    - きのこ帝国（Band Act）
    - ゲスの極み乙女。（Band Act）
    - TK from 凛として時雨
    - Chara
    - 藤巻亮太
    - ぼくのりりっくのぼうよみ
    - LOVE PSYCHEDELICO（Band Act）

  - 7月30日
    - 銀杏BOYZ（Band Act）
    - Salyu
    - 竹原ピストル
    - 七尾旅人
    - NOKKO
    - ペトロールズ（Band Act）
    - Mrs.GREEN APPLE（Band Act）
    - WANIMA（Band Act）

### ap bank fes '18
2018年7月14日 ‐ 16日にかけて、つま恋で開催された（14日は前日祭）。同会場では2012年以来6年ぶりの開催となる。ライブの模様は後日WOWOWにて放送された。
- 出演アーティスト
  - 2日間出演（前日祭を除く）
    - Bank Band
      - 小林武史（Keyboards）
      - 櫻井和寿（Vocal & Guitar, Chorus）
      - 小倉博和（Guitar）
      - 亀田誠治（Bass）
      - 河村 "カースケ" 智康（Drums）
      - 神宮司治（Drums）
      - 山本拓夫（Saxophone & Flute）
      - 小澤篤士（Trumpet）
      - 四家卯大（Cello）
      - 沖祥子（Violin）
      - イシイモモコ（Chorus）
      - 小田原ODY友洋（Chorus）

    - Mr.Children（Band Act）

  - 7月14日（前日祭）
    - ウカスカジー
    - OVERGROUND ACOUSTIC UNDERGROUND
    - Salyu × 小林武史
    - LEGO BIG MORL

  - 7月15日
    - YEN TOWN BAND（Band Act）
    - 佐藤千亜妃（きのこ帝国）
    - Salyu
    - スガシカオ
    - 竹原ピストル
    - 東京スカパラダイスオーケストラ（Band Act）
    - ナオト・インティライミ
    - RYUICHI, SUGIZO & INORAN（LUNA SEA）
    - ROGUE（Band Act）

  - 7月16日
    - 絢香
    - [ALEXANDROS]（Band Act）
    - indigo la End（Band Act）
    - 岡村靖幸
    - 高橋優
    - チャラン・ポ・ランタン
    - ハナレグミ（Band Act）
    - MAN WITH A MISSION（Band Act）

### ap bank fes '21 online in KURKKU FIELDS
2021年10月3日、KURKKU FIELDSで開催された。ap bank fesは2018年以来3年ぶりの開催であり、本フェス初の無観客配信で行われた。ライブの模様はU-NEXTで生配信され、同年10月10日から一週間、アーカイブ配信と事前収録のMr.Childrenのスペシャルライブを追加した「ap bank fes '21 online in KURKKU FIELDS 特別版」が配信された。
- 出演アーティスト
  - 10月3日
    - Bank Band
      - 小林武史（Keyboards）
      - 櫻井和寿（Vocal & Guitar）
      - 小倉博和（Guitar）
      - 亀田誠治（Bass）
      - 河村 "カースケ" 智康（Drums）
      - 沖祥子（Violin）
      - 小田原ODY友洋（Chorus）
      - Kayo（Chorus）

    - milet
    - Salyu
    - KAN
    - 宮本浩次
    - MISIA

  - スペシャルライブ（特別版のみ）
    - Mr.Children（Band Act）

### ap bank fes '23 ～社会と暮らしと音楽と～
2023年7月15日 - 17日にかけて、つま恋で開催された。つま恋での開催は2018年以来5年ぶり。ライブの模様は同年9月24日から一週間、U-NEXTにて配信された。
- 出演アーティスト
  - 3日間出演
    - Bank Band
      - 小林武史（Keyboards）
      - 櫻井和寿（Vocal & Guitar, Chorus）
      - 小倉博和（Guitar）
      - 亀田誠治（Bass）
      - 河村“カースケ”智康（Drums）
      - 山本拓夫（Saxophone & Flute）
      - 西村浩二（Trumpet）
      - 四家卯大（Cello）
      - 沖祥子（Violin）
      - イシイモモコ（Chorus）
      - 小田原 ODY 友洋（Chorus）

    - Mr.Children（Band Act）

  - 7月15日
    - 小田和正（Bank Band with Great Artists）
    - Salyu（Bank Band with Great Artists）
    - 真心ブラザーズ（Bank Band with Great Artists）
    - 宮本浩次（Bank Band with Great Artists）
    - Anly（Individual Act）

  - 7月16日
    - back number（Band Act）
    - アイナ・ジ・エンド（Bank Band with Great Artists）
    - ハナレグミ（Bank Band with Great Artists）
    - チャラン・ポ・ランタン（Individual Act）

  - 7月17日
    - back number（Band Act）
    - KREVA（Bank Band with Great Artists）
    - 長屋晴子（緑黄色社会）（Bank Band with Great Artists）
    - MOROHA（Individual Act）

### ap bank fes '25 at TOKYO DOME 〜社会と暮らしと音楽と〜
2025年2月15日 - 16日にかけて、東京ドームで開催された。ap bank fesは2023年以来1年半ぶりの開催。本フェス初の屋内開催で行われる。このライブの模様は後日U-NEXTにて配信された。
- 出演アーティスト
  - 2日間出演
    - Bank Band
      - 小林武史（Keyboards）
      - 櫻井和寿（Vocal & Guitar, Chorus）
      - 小倉博和（Guitar）
      - 亀田誠治（Bass）
      - 河村“カースケ”智康（Drums）
      - 山本拓夫（Saxophone & Flute）
      - 西村浩二（Trumpet）
      - 四家卯大（Cello）
      - 沖祥子（Violin）
      - イシイモモコ（Chorus）
      - 小田原 ODY 友洋（Chorus）

    - Mr.Children（Band Act）
    - アオイツキ（Performance「OPENING」）
    - SIDE CORE（Performance「OPENING」）
    - 玉田豊夢（Performance「OPENING」）
    - 東京QQQ（Performance）

  - 2月15日
    - アイナ・ジ・エンド（Bank Band with Great Artists）
    - imase（Bank Band with Great Artists）
    - Salyu（Bank Band with Great Artists）
    - スガシカオ（Bank Band with Great Artists）
    - B’z（Bank Band with Great Artists）
    - 槇原敬之（Bank Band with Great Artists）
    - 東京スカパラダイスオーケストラ（Band Act）

  - 2月16日
    - 上白石萌音（Bank Band with Great Artists）
    - JUJU（Bank Band with Great Artists）
    - Superfly（Bank Band with Great Artists）
    - 宮本浩次（Bank Band with Great Artists）
    - milet（Bank Band with Great Artists）
    - Saucy Dog（Band Act）
    - マカロニえんぴつ（Band Act）
    - maco marets（Performance）

## ap bank fesの非開催
- 2013 - 2015年
  - ap bank fes運営事務局は2013年2月14日、公式サイトで「2013年度のap bank fesの休催のお知らせ」を発表した。休催理由として、「これまでap bank fesをはじめとした私たちap bankの活動を支援してくれたみなさんからいただいた資金を有効に活用するためにも、今はすべての力を被災地の現場に注ぐべきだという判断に至りました」などを挙げている。2014年、2015年も開催されなかった。
- 2019年
  - 2019年8月3日 - 4日および9月29日、石巻市総合体育館で『Reborn-Art Festival 2019』のオープニングライブ「転がる、詩」を開催したが、ap bank fesは開催されなかった。
- 2020年
- 2022年
- 2024年

## AP BANG! 東京環境会議 TOKYO CREATORS MEETING

### vol.1
2007年3月16日から18日までの3日間にかけて、東京新木場の「STUDIO COAST/ageHa」にて開催されたクラブイベント。ライブ・DJ・映像・アートなど様々なジャンルのクリエーターが集結し、夕方から夜にかけてのLIVE TIMEと夜から明け方にかけてのALL NIGHT TIMEの2部構成でパフォーマンスが行われた。LIVE TIMEではap bank fes同様、Bank Bandがホスト役としてアーティストを迎え入れる形式で進行し、今回のイベントのために新たにBank Band Trinityが結成された。長らく音楽活動を休止していた鬼束ちひろ、岡村靖幸、小泉今日子の復帰イベントとなり、シークレットゲストも登場した。イベント中は環境問題に関する専門家を招いて講義が行われ、映像も流された。第1回目のテーマは「環境と欲望」。
- Bank Band Trinity:小林武史（キーボード）、高野寛（ギター）、TOKIE（ベース）、椎野恭一（ドラムス）、藤井珠緒（パーカッション）、Toshihiko Mori a.k.a ajapai（キーボード、DJ）、登坂亮太（コーラス）、イシイモモコ（コーラス）

- WITH CREATORS:箭内道彦（アートディレクター） 、丹下紘希（映像作家） 、中村聖子（コピーライター）、森本千絵（アートディレクター）、マエキタミヤコ（コピーライター）、衛藤大二（ウェブデザイナー） 、Enlightenment（VJ） 、おちまさと（プロデューサー）

- LIVE TIME出演アーティスト（出演順）
  - 3月16日:PE'Z（Band Act）、GAKU-MC、絢香、小泉今日子、スチャダラパー、SEAMO、KREVA
  - 3月17日:銀杏BOYZ（Band Act）、KREVA、絢香、鬼束ちひろ、AIR、倖田來未、CHARA
  - 3月18日:タカチャ（Band Act）、WISE（Band Act）、GAKU-MC、絢香、Crystal Kay、KREVA、岡村靖幸、AI（シークレットゲスト）、ENDLICHERI☆ENDLICHERI（シークレットゲスト）、井上陽水（シークレットゲスト）

- ALL NIGHT TIME出演アーティスト
  - 3月16日:Towa Tei、大沢伸一（MONDO GROSSO）、m-flo（DJ SET）、RKD1,RKD2（RYUKYUDISKO）、ajapai、RAM RIDER、DEXPISTOLS、CO-FUSION（DJ SET）、上村真俊（ボンジュール・レコーズ）、mold、SILVA、DJ MIEKO、DJ Amiga（Electrical LOVERS）、Hico、DJ MAYURI、No'n、Enlightenment（VJ）
  - 3月17日:DELI、Radio Aktive Project、JAMOSA、AFRA & INCREDIBLE BEATBOX BAND、DJ KAORI、DJ CELORY a.k.a Mr. BEATS、SHINCO（SDP）、DJ NISHIMIA、DJ Lilly a.k.a DOUBLE、クボタタケシ、JAYPEG、SUPA ARI-T from BLAST STAR（SOUND）、TAXI HI-FI（SOUND）、BANTY FOOT from NAGOYA?（SOUND）、KUMICO a.k.a.くんくん（DANCER）、ALASKA PUMPUM a.k.a HI-ROCO（DANCER）